# アカオクロオウム
アカオクロオウム(Red-tailed black cockatoo)は、オーストラリアが原産の大型で黒色のオウムである。オスの成鳥は、尾に赤色の特徴的な1対の模様があり、和名及び英名の由来となっている。大陸内の乾燥地域ではより一般的な種である。主にくちばしの大きさが異なる5つの亜種が知られている。北に住む亜種は広く分布しているが、南方に住むforest red-tailed black cockatooとsouth-eastern red-tailed black cockatooは絶滅の危機にある。
通常は、ユーカリの森林か水路沿いで見られる。北部では、大きな群れとしてごく一般的に見られる。主に種子を食べ、幹回りのかなり大きな木、一般的にはユーカリの空洞に巣を作る。オーストラリア南東部の個体数は、森林破壊やその他の生息地変化により、脅かされている。クロオウム属としては、飼育に最も適しているが、オーストラリア以外においては、クロオウムは滅多に出回らず、価格も高い。

## 分類と命名

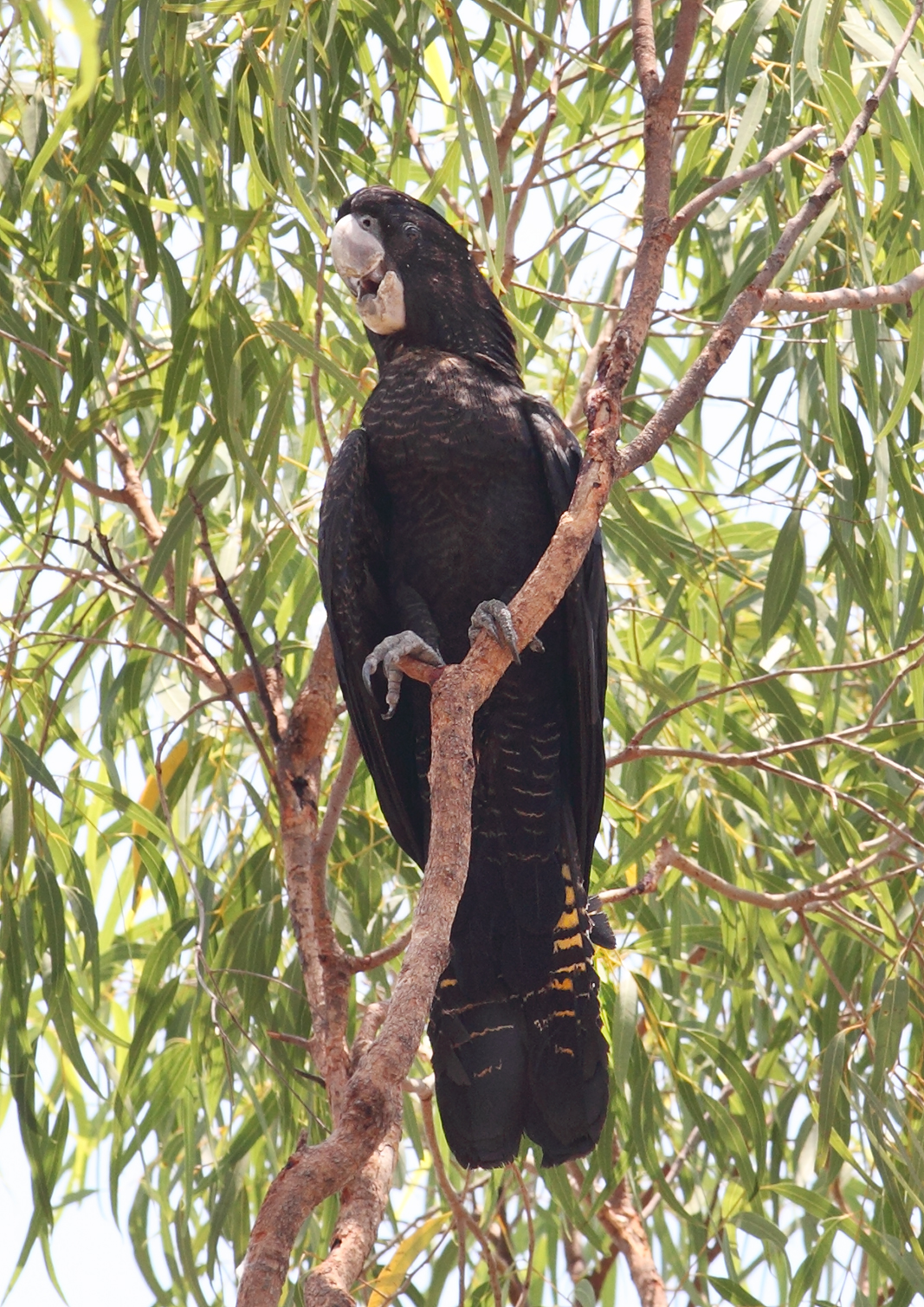
メス（ノーザンテリトリー）

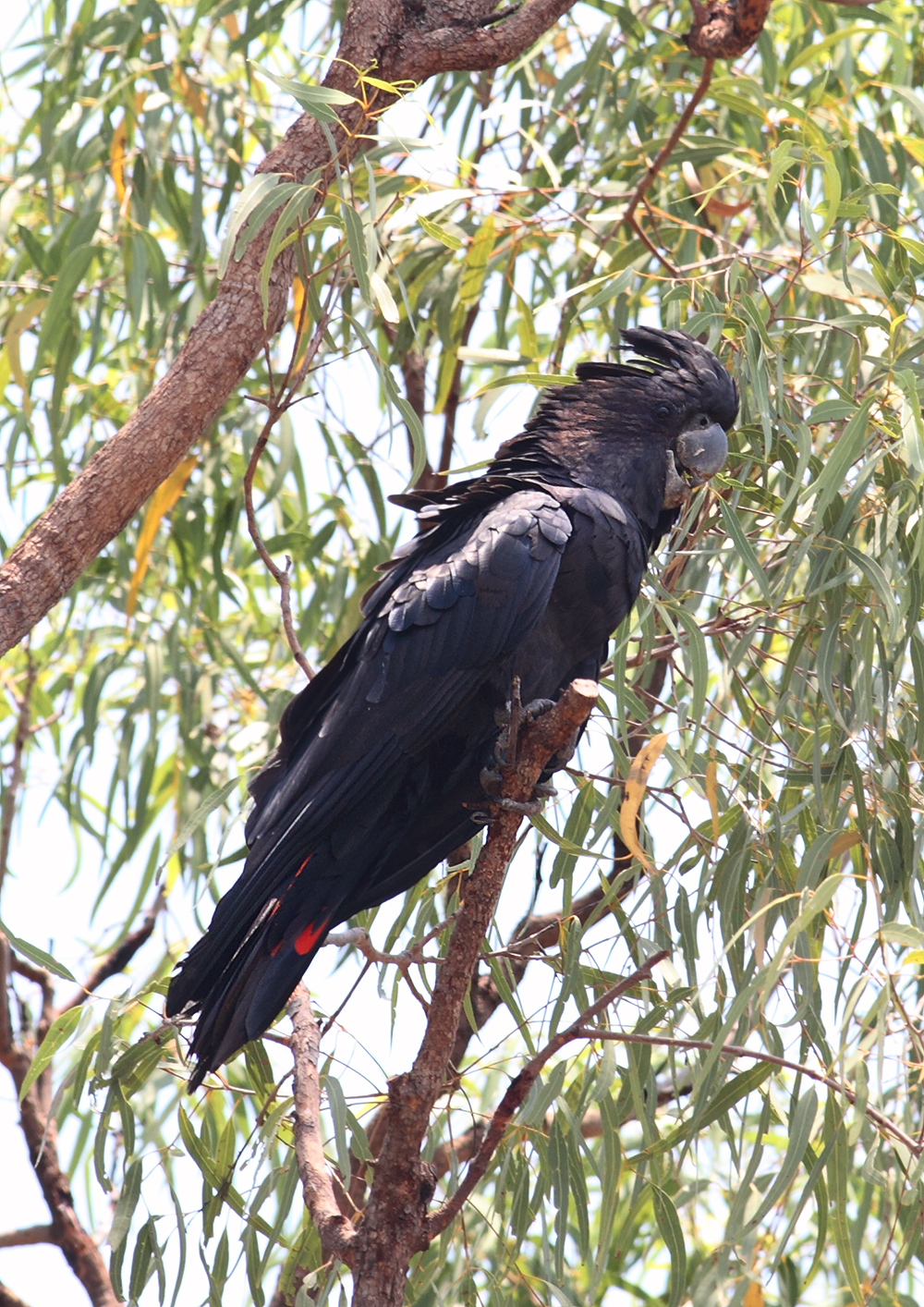
オス（ノーザンテリトリー）

この種は、イギリスの鳥類学者ジョン・レイサムにより、イギリスの植物学者ジョゼフ・バンクスへの献名として、1790年にPsittacus banksiiと命名された。1770年には、バンクスの製図工であるシドニー・パーキンソンが、恐らくクイーンズランド州のエンデバー川で採集されたメスをスケッチし、これはヨーロッパ人がオーストラリア東部で初めて描写した鳥となった。レイサムより少し前に、イギリスの博物学者ジョージ・ショーがポート・ジャクソン湾のどこか（現在のシドニー）で採集した個体をPsittacus magnificusとして記載した。ショーによる命名がレイサムの記載よりも前であったため、長年の間、グレゴリー・マシューズが提案したCalyptorhynchus magnificusと呼ばれてきた。ポート・ジャクソンで採集された当初の個体が本当にアカオクロオウムのものか、それとも恐らくはテリクロオウムのものかは明らかではなかったが、数十年の間、マシューズの提案は広く受け入れられた。1994年、学名としてのCalyptorhynchus banksiiを保留名とする申請が動物命名法国際審議会により認められた。アカオクロオウムは、クロオウム属のタイプ種であり、その学名は、ギリシア語で「隠れた」という意味のcalypto-と「くちばし」という意味のrhynchusに由来する。この変更は、アンセルム・ガエタン・デスマレストにより1826年に初めて行われた。
1827年、Jenningsは、Psittacus nigerという学名を提案した。1758年にカール・フォン・リンネがコクロインコに対し、また1788年にヨハン・フリードリヒ・グメリンがヤシオウムに対して、既に二名法による命名を行っており、そのため、他の種がこの時点で異なる名前で知られていても、無効な名前であった。他の一般的な名前としては、Banks' black cockatoo、Banksian black cockatooあるいは単にblack cockatooというものがあった。ヨーク岬半島中央部の先住民は、Pakanhでは(minha) pachang、Uw Oykangandでは(inh -) inhulg、Uw Olkolaでは(inh -) anhulg等、様々な言葉で呼ぶ（かっこで括った接頭辞minhaまたはinhは、「肉」または「動物」を意味する修飾語である）。グンウィング語やアーネムランドでは、Ngarnarrhまたはkarnamarrという言葉が用いられる。
中央オーストラリアのアリススプリングス南西部では、ピチャンチャチャラ語で亜種C. b. samueliをirantiと呼ぶ。ニュンガル語では、南西部の亜種C. b. nasoをその鳴き声からkarrakと呼ぶ。南オーストラリア州南東部及びビクトリア州西部のBungandidj語では、この鳥をtreenと呼ぶ。

### 分類
最も近縁の種は、テリクロオウムであり、この2種で同名の属の中にクロオウム亜属を構成している。キイロオクロオウム属（zanda属）とは、性的二形が目立つことと、幼鳥の鳴き声で区別される。
1999年、アカオクロオウム等を用いたミトコンドリアDNAの系統学研究により、オウム属は古第三紀と新第三紀の間（中生代が終わる6600万年前から260万年前）以前のオーストラリアに起源を持ち、インドネシアの島々及びニューギニアと、南太平洋へ2つの別々の系統で多様化したという仮説が支持され、祖先のオウムから最初に分岐した現存の種はヤシオウムであり、次にクロオウムであると結論付けられた。

さらに2008年には、キイロオクロオウム等を用いたオウム及び関連種のミトコンドリアDNA及び核DNAの系統学研究により、白亜紀にゴンドワナ大陸で広義のオウム(parrot)の祖先が発生し、オーストララシアで白亜紀末か古第三紀にそこからオウム科(cockatoo)の祖先が分岐したことの確かな証拠が得られた。
以下の5つの亜種が知られており、これらは主にくちばしの大きさと形、体全体の大きさ、メスの色が異なる。
- C. b. banksiiは、クイーンズランド州、稀にニューサウスウェールズ州の極北で見られる。体全体のサイズは最も大きく、くちばしの大きさは中程度である[24]。カーペンタリア湾周辺では、亜種macrorhynchusと交雑している。かつての生息域であったニューサウスウェールズ州北部やクイーンズランド州南東部では、ほとんど見られなくなっている[25]。
- C. b. graptogyne（絶滅危惧種[26]）は、south-eastern red-tailed black cockatooとしても知られ、ビクトリア州南西部及び南オーストラリア州南東部の、西はマウントガンビア、南はポートランド、北東はホーシャム、北はボーダータウンで囲まれた区域で見られる[27]。5つの亜種で最も小さく[24]、1980年代に亜種として認識された[28][29]。Eucalyptus baxteri、Eucalyptus camaldulensis、Allocasuarina luehmanniiでしか食餌及び営巣できない[30]。これらの3樹種は、障害物除去のため全て絶滅の危機にあり、また現存する推定500-1000本のうち、大部分が私有地内にある[31]。そのため、この亜種及び生息地には、国家的な復活計画がある[32]。2007年、現地の地主は、適切な生息地再生の支援のための補償を受けた[33]。
- C. b. macrorhynchusは、マシューが命名したgreat-billed cockatooとしても知られ[34]、オーストラリア北部で見られる。広く分布し生息数は多いと考えられているが、ほとんど研究されていない。亜種名のとおり、体全体もくちばしも大きい。メスは尾の赤色を欠く[7]。
- C. b. naso（危急種[35]）は、forest red-tailed black cockatooとしても知られ、西オーストラリア州南西端のパースからオールバニの間で見られる。大きなくちばしを持ち[36]、樹種としてCorymbia calophylla、ジャラ、カリーを好む[37]。
- C. b. samueliは、4つの散在した集団が存在する。ピルバラから南はノーザム近郊のウィートベルト地帯北部にかけての西オーストラリア州中央湾岸部、オーストラリア中央部の内陸河川流路、

クイーンズランド州南西部、ニューサウスウェールズ州西部のダーリング川上流である。この亜種の鳥は、一般的に体全体もくちばしもbanksiiと比べて小さい。

## 記載

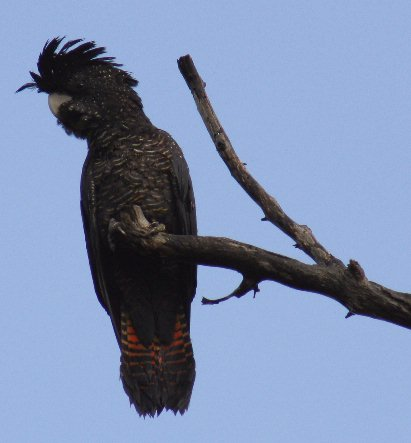
西オーストラリア州ウィチャー国立公園のC. b. naso亜種

アカオクロオウムは、体長約60cmで、性的二形である。オスの羽毛は全て黒色で、前頭部から頭頂部にかけて、長い毛でできた黒いとさかを持つ。くちばしは、濃い灰色である。尾も黒色で、水平に明るい赤色の模様を持つ。メスは尾と胸に黄色から橙色の縞模様を持ち、頬と翼に黄色から赤色の斑点を持つ。くちばしは淡い色で、突起がある。下半身には、黒地に黄色の縞模様がある。オスの体重は、670-920g、メスは若干軽く、615-870gである。他のオウムと同様に、対趾足を持ち、趾のうち、2本が後方、2本が前方を向くため、片足で木に留まりながら、もう1本の足でしっかりと物を掴むことができる。他のほぼ全てのオウムと同様に、ほとんどが左足が利き足である。
幼鳥は、4歳頃に思春期を迎えるまでは、メスとよく似ているが、下半身の黄色い縞は薄い。成熟すると、オスの黄色い毛は、徐々に赤色の毛に代わっていき、4年程度で完全に入れ替わる。
他のオウムと同様に、飼育下では非常に長命であり、1938年に鳥類学者のネヴィル・ウィリアム・ケイリーは、タロンガ動物園の50歳を超える個体を報告している。ロンドン動物園とロッテルダム動物園にいた別の個体は、1979年に死亡した時、45歳5か月だった。
アカオクロオウムの鳴き声がいくつか録音されている。コンタクトコールは、飛行中は常に発せられ、転がる金属のような、krur-rrまたはkreeということで、長い距離まで届く。アラームコールは、鋭い鳴き声である。ディスプレイ中のオスは、kred-kred-kred-kredと繰り返した後に、柔らかいうなり声を発する。

## 分布と生息地

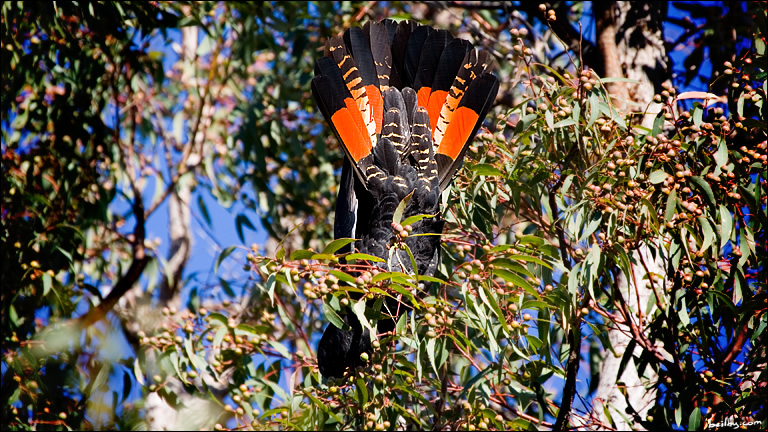
西オーストラリア州ロリーストーンにあるダーリング崖のオスの幼鳥

オーストラリアの乾燥地帯で見られる。大陸の北半分では、広い範囲に多数生息しており、農業害鳥と考えられている。南部では、より孤立した集団である。低木林、草地から、ユーカリ、モクマオウ、アカシアの森林、さらには熱帯雨林まで、様々な環境で見られる。巣穴としては大きくて古いユーカリの木が用いられるが、一部地域では、特定のゴムの木が使われることもある。
完全な渡り鳥ではないが、季節により、オーストラリア内の別の場所に移動する。ノーザンテリトリーの北部では、夏の雨季には高湿度地帯から他へ移動する。国内の他の場所では、季節ごとの移動は、食物の移動を追うように起こり、クイーンズランド州北部やニューサウスウェールズ州で記録されている。西オーストラリア州南西部では、現存の両亜種が南北に移動する。naso亜種の場合、繁殖期の後に北方に移動し、ウィートベルトのsamueli亜種の場合は季節に関係なく不規則に移動する。

## 行動

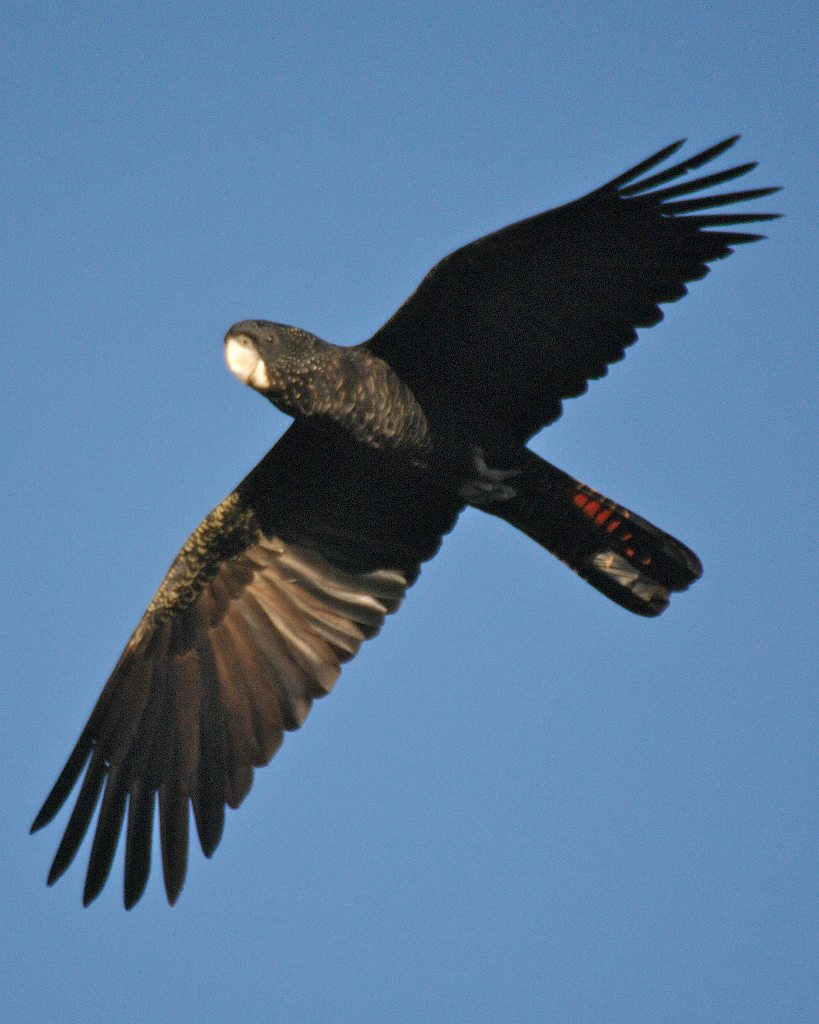
飛行の様子

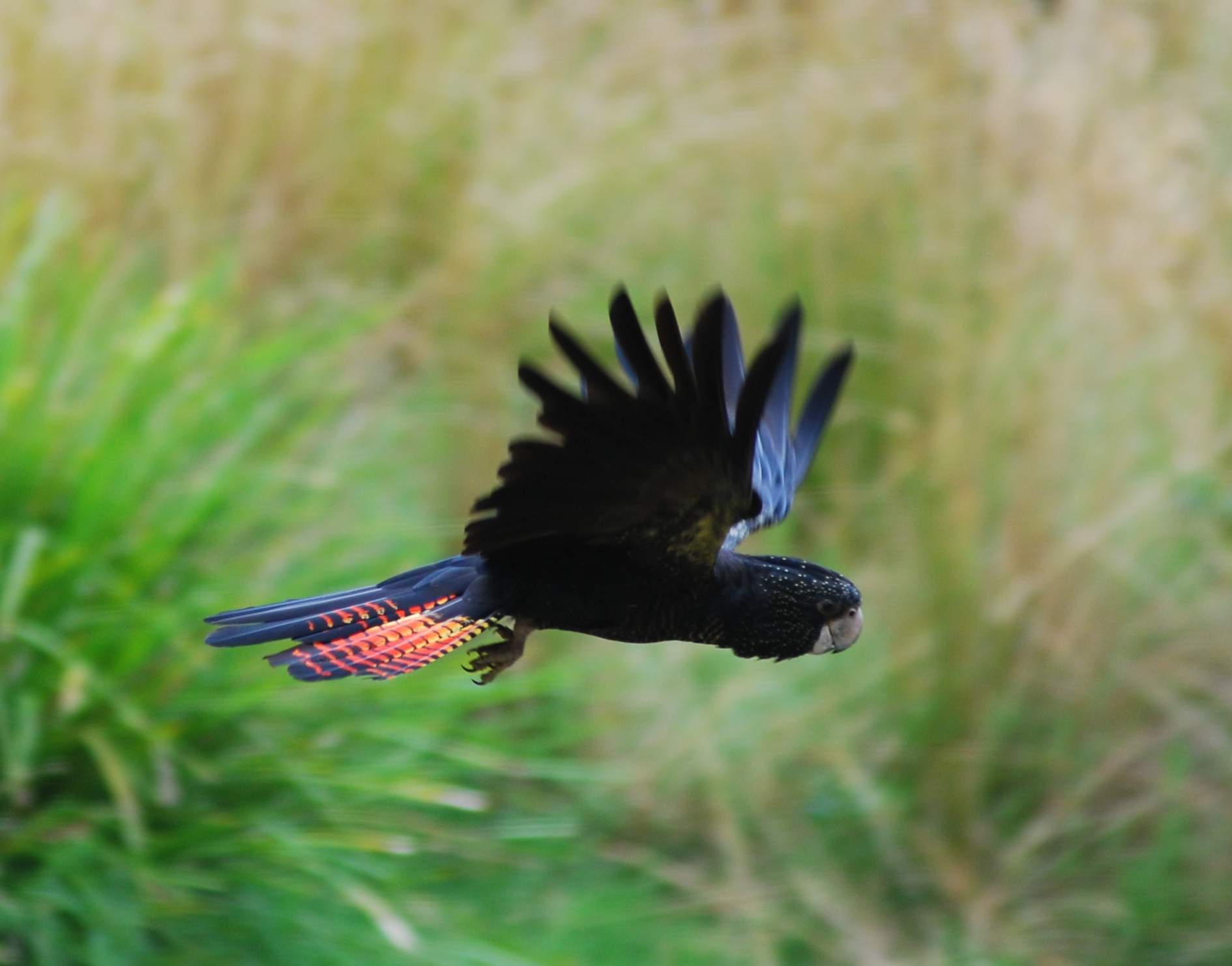
ヒールズビル自然保護区での飛行中の様子

アカオクロオウムは昼行性で、耳障りな大きな鳴き声を出し、時に他のオウムも混ざった小さな群れで頭上高いところを飛ぶのが良く見られる。群れは最大500羽になり、北方か、食糧のある場所に集中した場合のみ見られる。それ意義では、基本的に人見知りする。オーストラリア北部及び中央部では地上で餌を食べるが、南方の2つの亜種graptogyneとnasoは、ほぼ樹上性である。断続的に深く羽ばたきしながら、かなりゆっくり飛ぶ傾向があり、浅く羽ばたきする近縁のテリクロオウムとは飛び方がかなり異なる。また、しばしばかなりの高さで飛ぶ。

### 繁殖
オスは、とさかと頬の毛を逆立て、くちばしを隠し、その後、さえずり、反り返って歩き、最後にジャンプして尾の赤い毛をメスに見せて求愛する。メスは、オスを噛むことによって応答することが良くある。南東の亜種を除き、一般的に5月から9月にかけて繁殖が行われ、夏季（12月から2月）に営巣する。西オーストラリア州のウィートベルト地帯に生息するsamueli亜種のつがいは、2個の卵を産むが、南東の亜種の卵は1個だけである。巣は、高い木の垂直方向に大きい洞に作られる。一般的に孤立した木が選ばれ、そのため比較的妨げられずに飛ぶことができる。何年もの間、同じ木が使われる。洞は、深さ1-2m、幅0.25-0.5mで、底には木屑が敷かれる。1-2個の白色で艶のない卵が産まれるが、多くの場合、2番目のヒナは放置され、ヒナのうちに死ぬ。

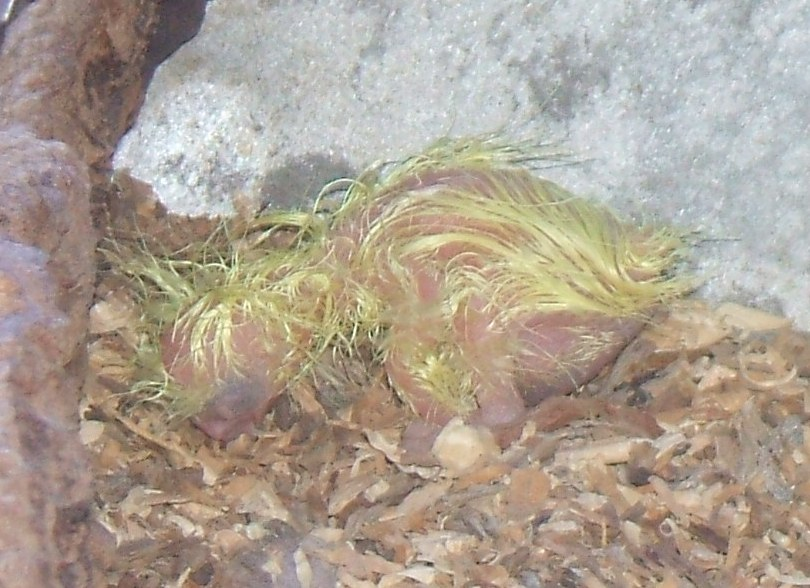
生後1時間
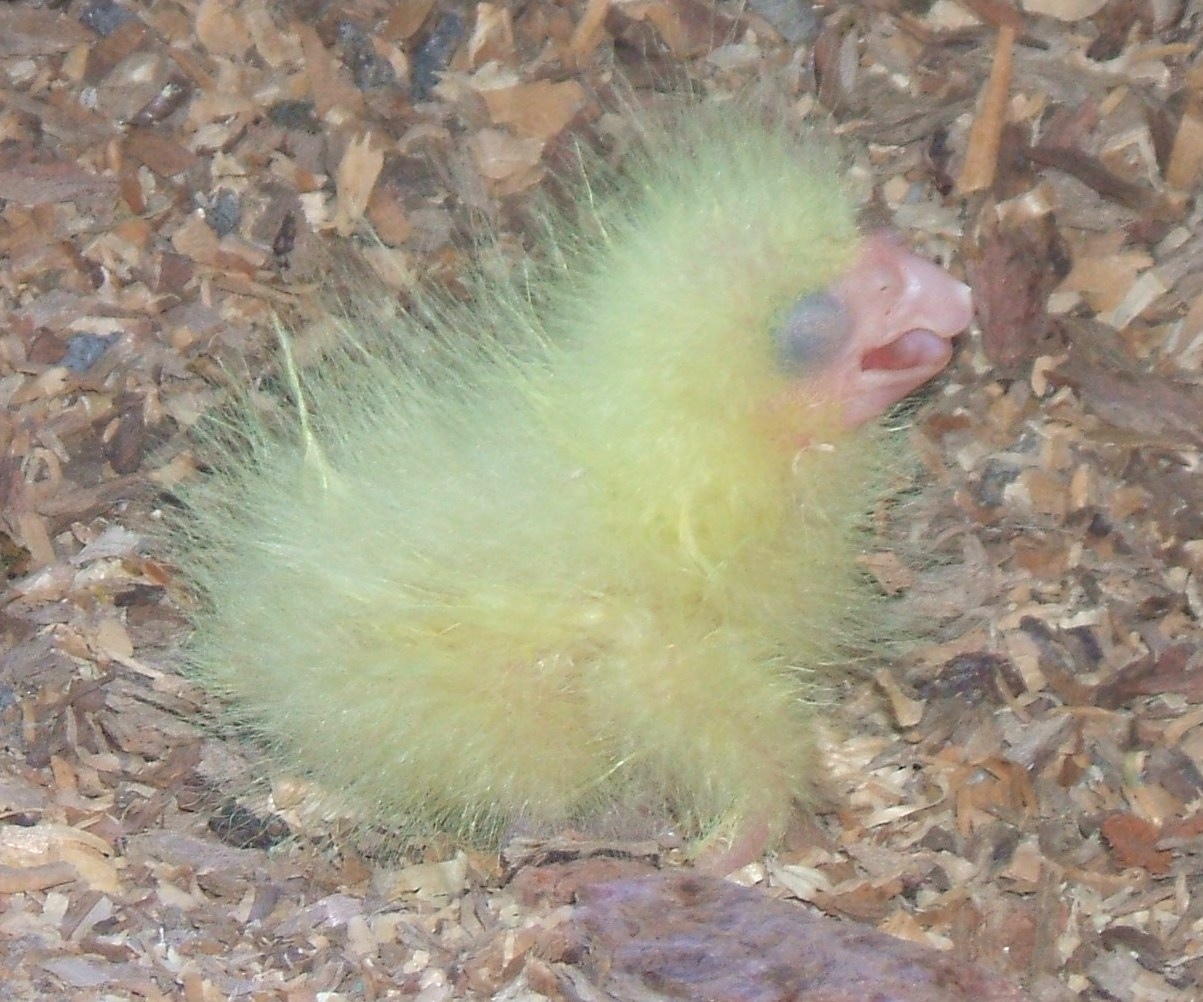
生後1日
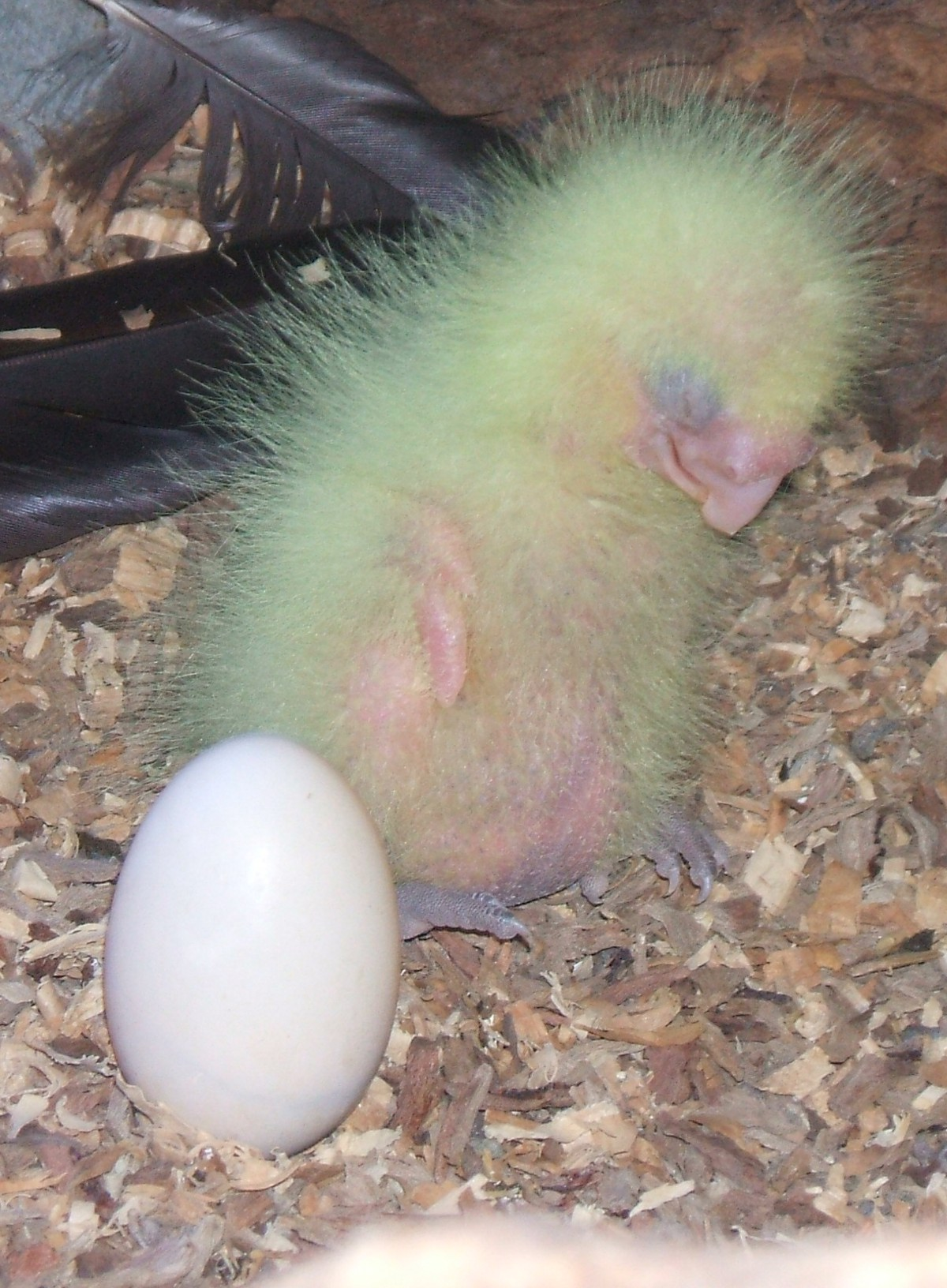
生後1週間
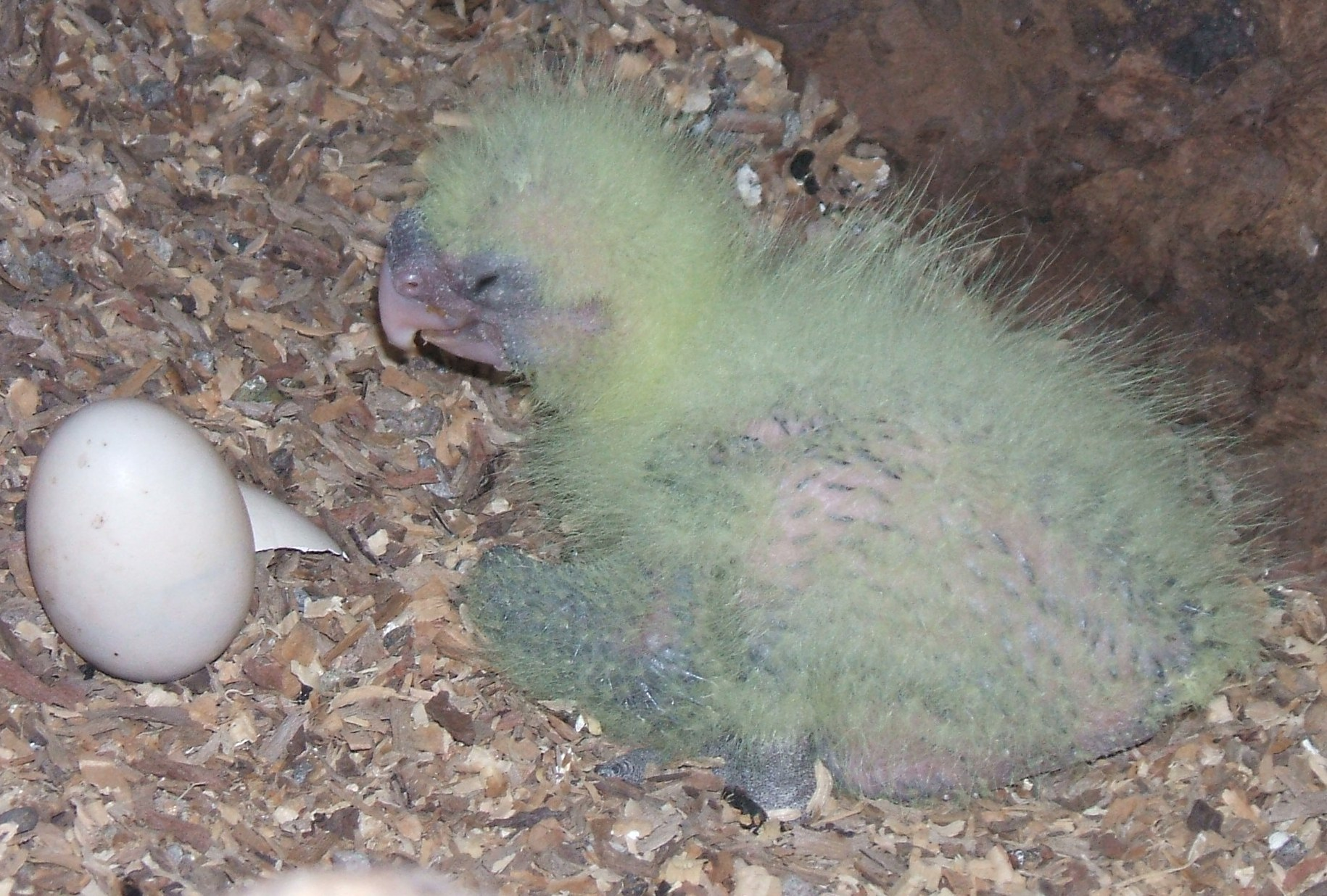
生後2週間
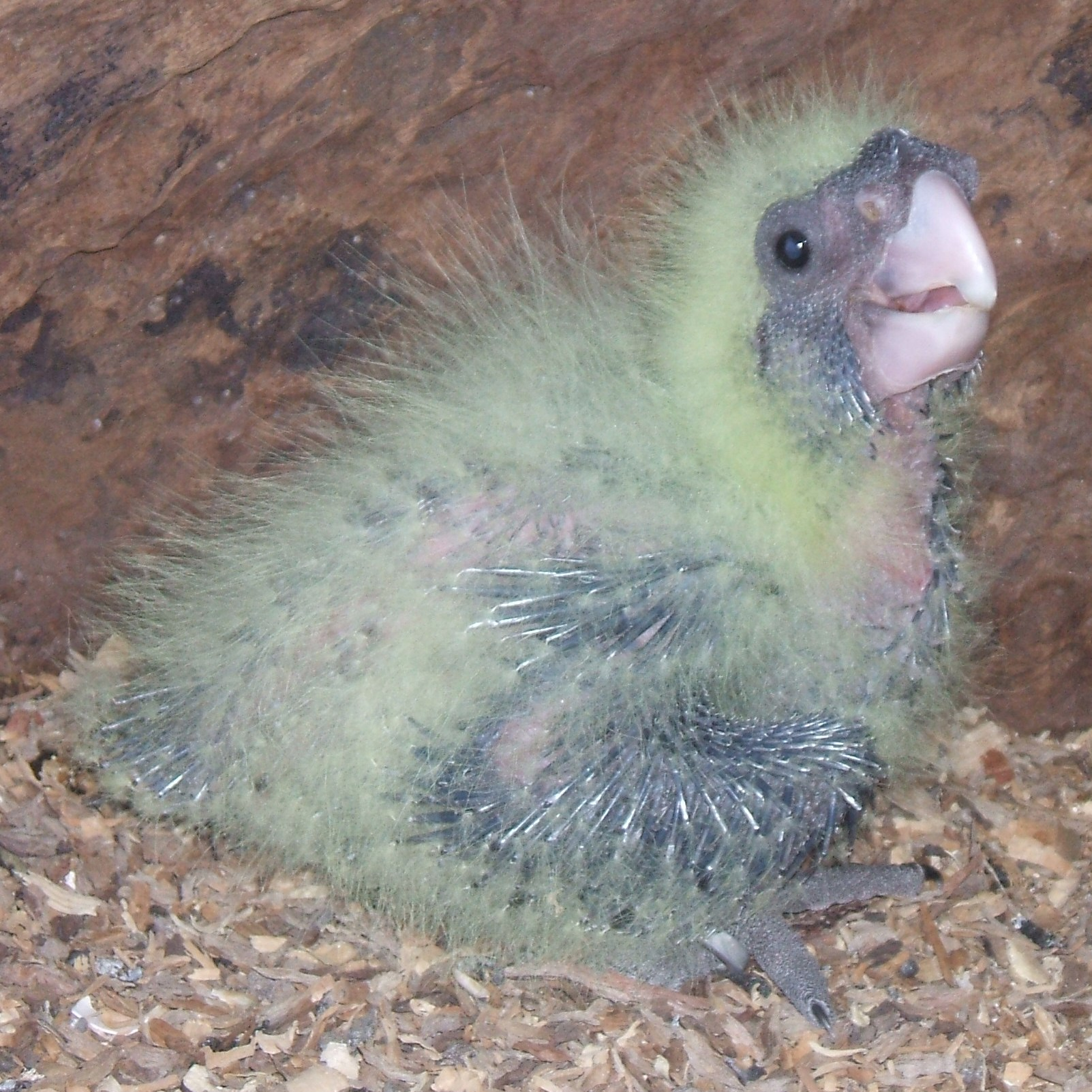
生後3週間
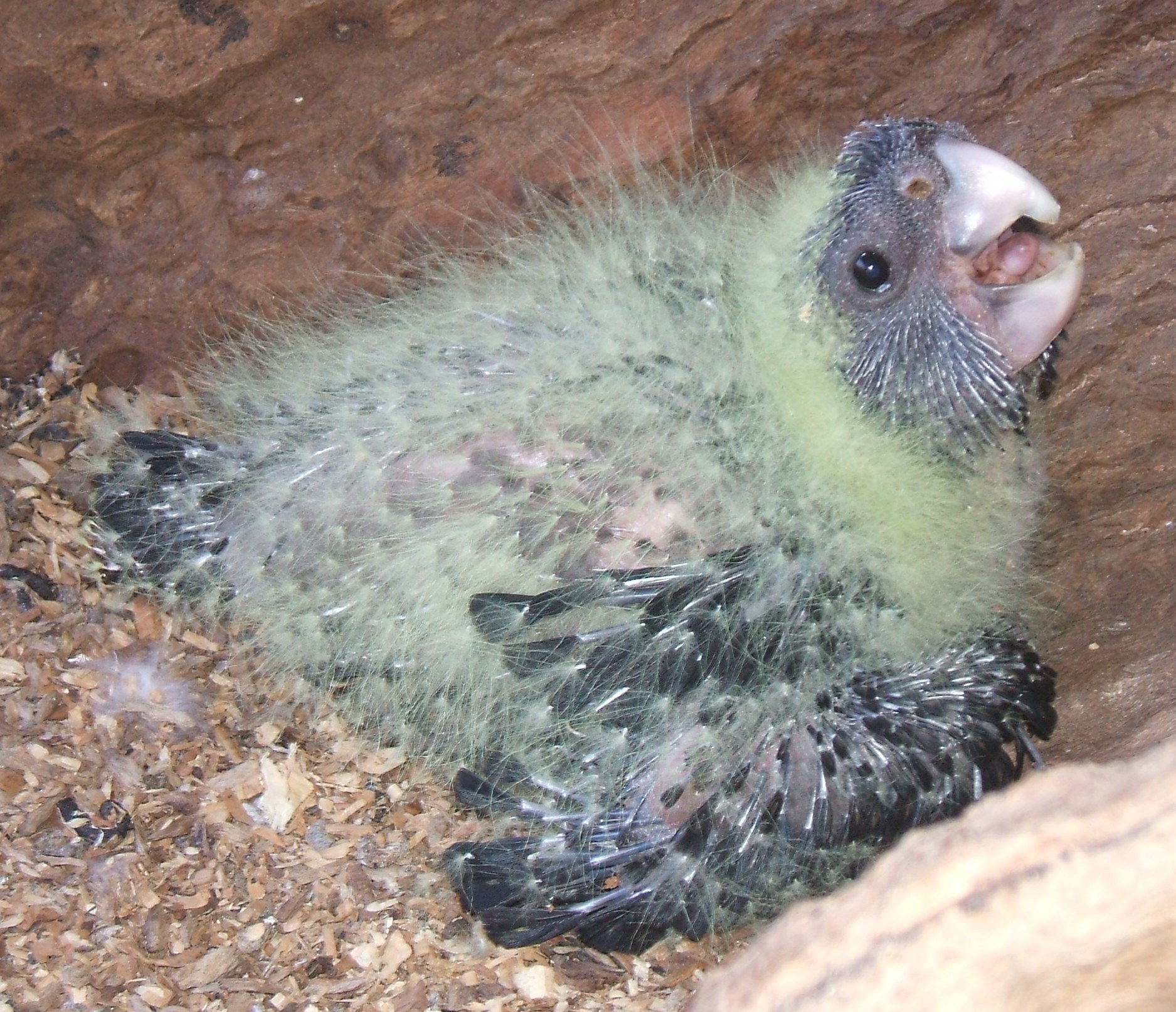
生後4週間
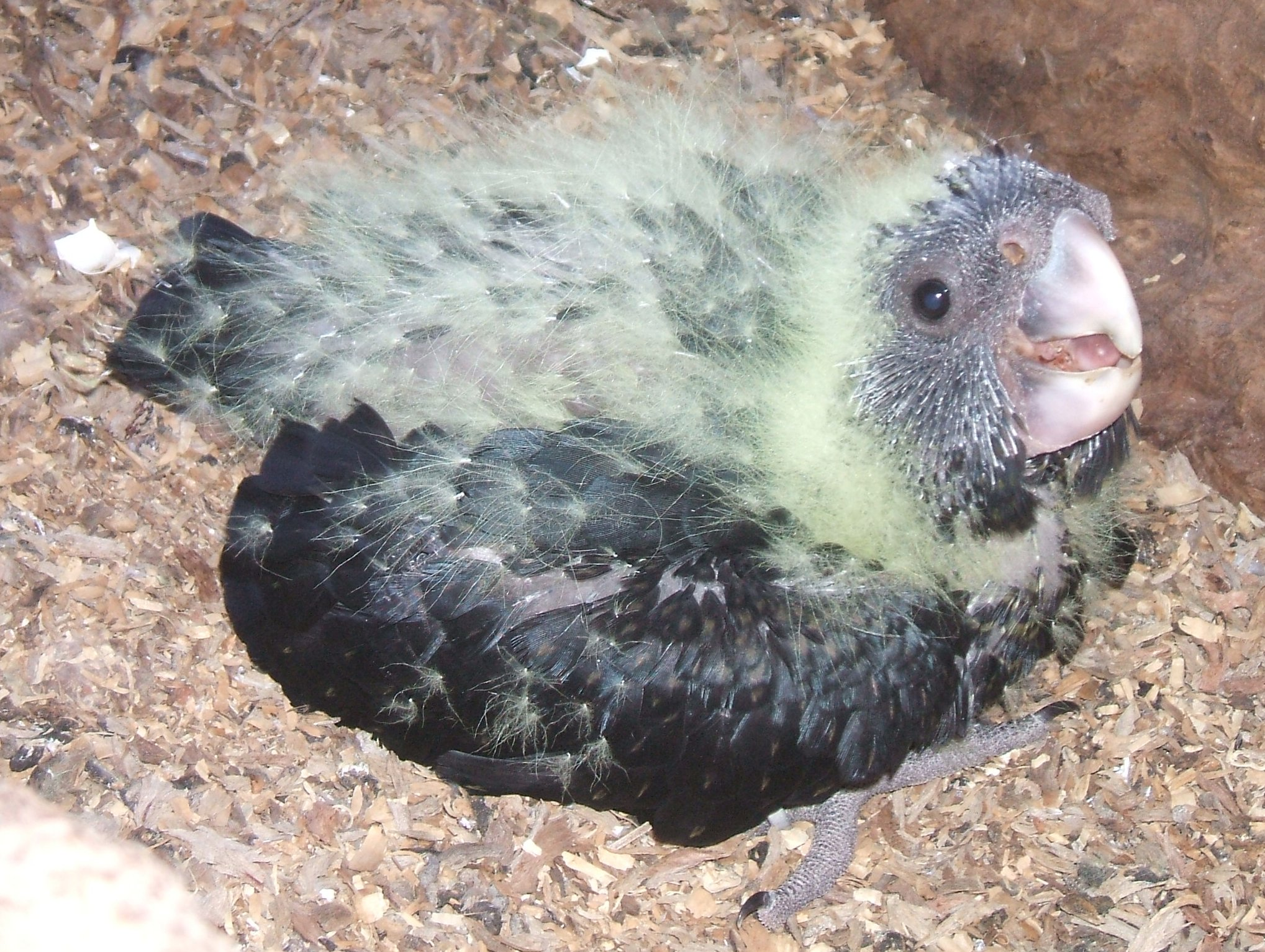
生後5週間
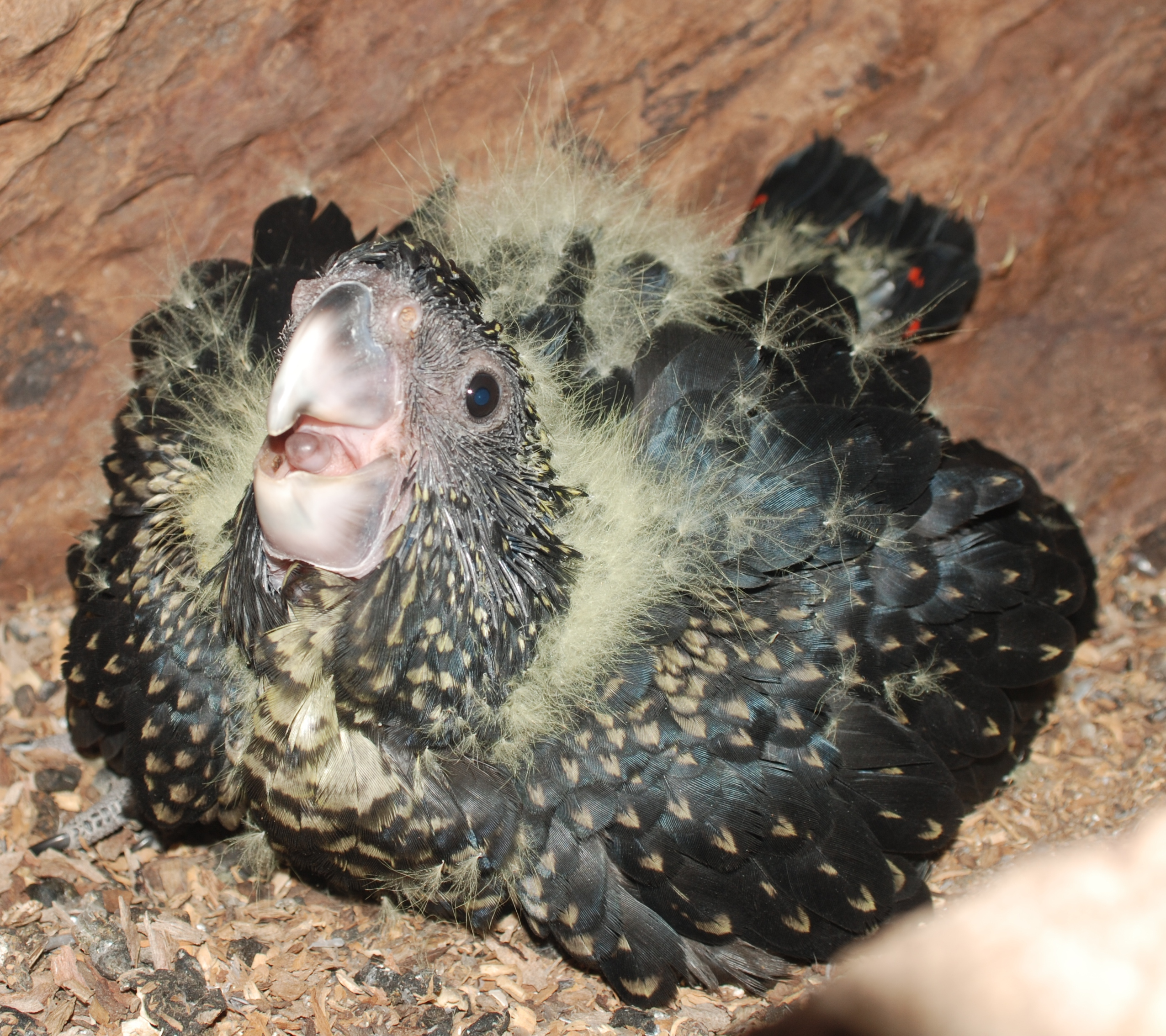
生後6週間

### 食餌
原産及び帰化した様々な作物を食べるが、主な餌はユーカリの種子である。この種と、多くな果実を付けるゴムの間には、特殊な関係がある。これらはオーストラリアの地域により異なるが、西オーストラリア州南西部のCorymbia calophylla、北方のEucalyptus miniata、ビクトリア州のEucalyptus baxteri、クイーンズランド州のブラッドウッドCorymbia polycarpa及びCorymbia intermediaも含まれる。アカオクロオウムは、種子鞘の房の付いた小枝を齧り取り、足で掴んだまま噛んで種を食べ、残渣を地面に捨てる。他に食べられる種子や木の実は、アカシア、アロカスアリナ、バンクシア、グレビレア、ハケア等があり、またベリー類、果実、様々な昆虫等も食べる。Rumex hypogaeus等のいくつかの帰化植物も食べるように適応している。また、野生のセイヨウノダイコン、ハリゲナタネ、ウリ等を食べている証拠もある。ファー・ノース・クイーンズランドのレイクランドでは、ラッカセイ等の作物の害鳥として見なされている。ここでは、最大数百羽からなる群れが、ラッカセイを地面から引き抜くのではなく、地面の高さで切断することを学習している。また、センターピボットの配線にも損傷を与える。

## 保全状況

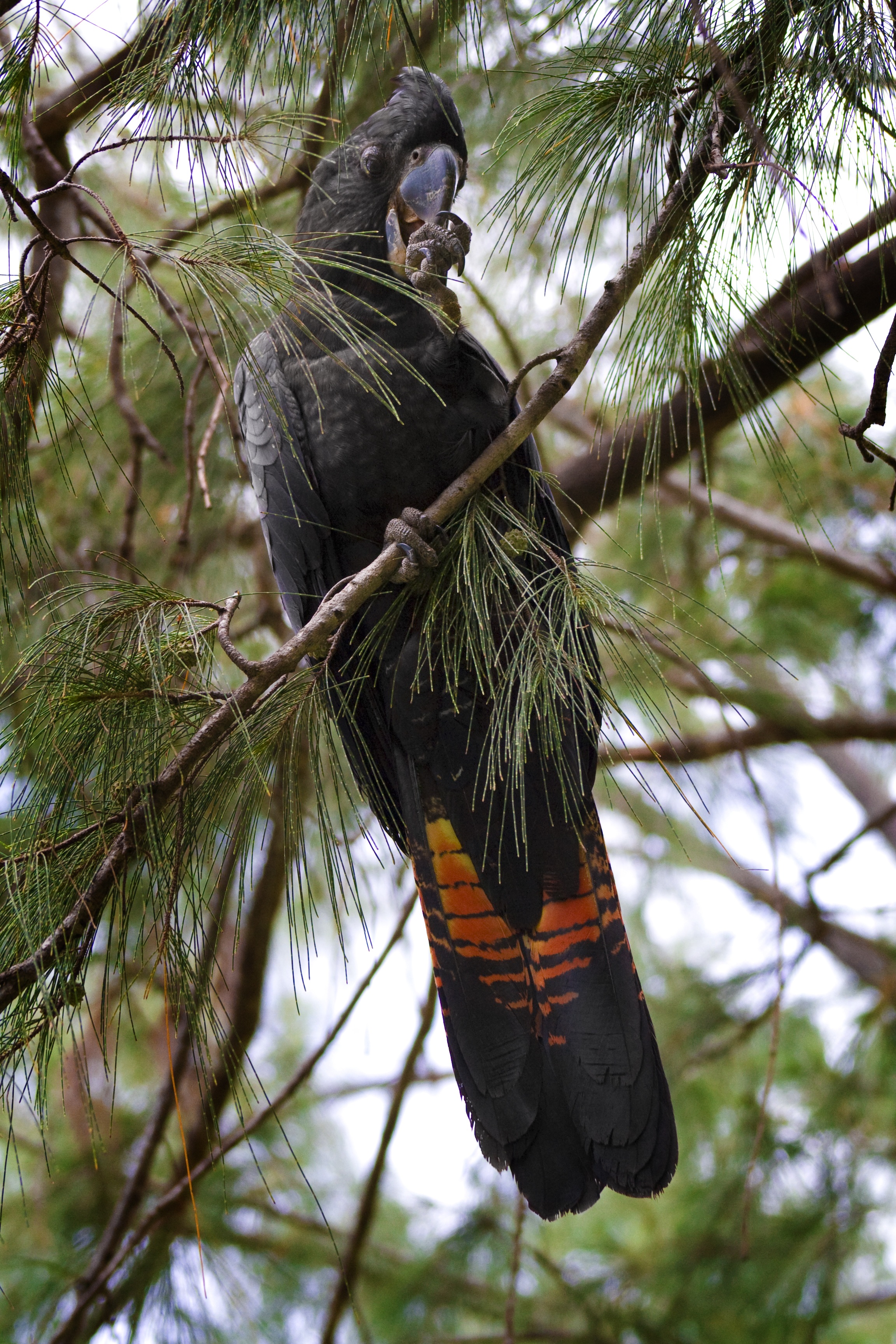
モクマオウの種子を食べるオスの幼鳥（ノーザンテリトリー）

アカオクロオウムは、オーストラリアの2001年野生動物保護法により保護されている。また国際的には、絶滅のおそれのある野生動植物の種の国際取引に関する条約（ワシントン条約）の附属書IIに掲載されており、野生の個体数に悪影響を及ぼさない場合には、捕獲された野生の個体、または飼育下で繁殖した個体の貿易が許されている。しかし、この鳥のオーストラリアからの商業輸出に関する現在の同国の制限は、ワシントン条約により課されているものではない。亜種graptogyneは、オーストラリアの1999年野生動物保護法で絶滅危惧種に指定されている。
種及び亜種としてのアカオクロオウムの保全状況については、オーストラリア内でも以下のように文献によってかなり異なっている。
- 亜種graptogyneは、南オーストラリア州の1972年国立公園野生動物法の表7で、絶滅危惧種として掲載されている[58]。2012年6月時点で、約1500個体であり、2007年の1000個体からかなり増えているが、未だ絶滅の危機にある[59][60]。
- 亜種graptogyneは、ビクトリア州の1988年動植物保護法でも絶滅危惧種に位置付けられている[61]。この法では、この種の回復と将来的な管理に関するアクションステートメントが準備されている[62]。しかし、この法の中では、この種のかつてのラテン語名Calyptorhynchus magnificusとしても掲載されている。2007年のビクトリア州の絶滅危惧脊椎動物勧告リストでも、この亜種は絶滅危惧種とされている[63]。
- ニューサウスウェールズ州の1995年絶滅危惧種保護法では、危急種として位置付けられている[64]。

オーストラリアの多くのオウムと同様に、密輸のための違法な取引の危機に晒されている。需要が高く、輸送中の死亡率も高いため、実際に市場に出回るよりも多くの鳥が野生から乱獲されている。
1997年、ノーザンテリトリー政府は、亜種macrorhynchusの卵とヒナの貿易管理の計画を提案したが、現在までこの計画は実施されていない。オーストラリアの野生生物の商業利用に関する元老院の調査は、1998年初めに、野生の成鳥の継続的な捕獲と商業利用を禁止すべきと結論付けた。
2009年以降毎年、クロオウムの個体数の変化を継続的に調査しているグレートコッキーカウントの調査対象となっている。

## 飼育

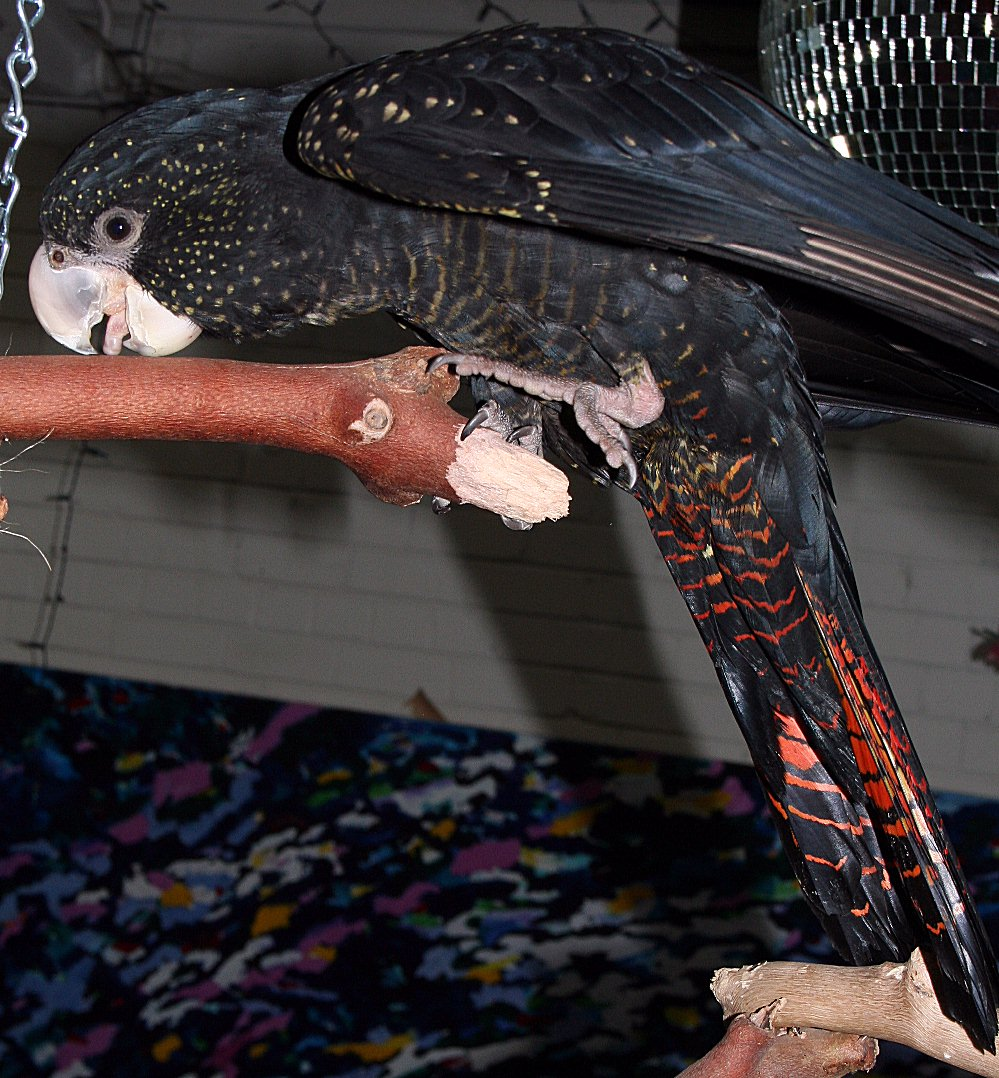
samueli亜種のメスの成長

1990年末、オーストラリア内では1750豪ドル、海外では8900豪ドルで売れた。手乗り鳥は、ペット用としてはほとんど見られず、アメリカ合衆国内で1.5万ドルから4万ドルで取引される。いくつかの単語を学習することができ、非常に愛情深いが、オスは刷り込みが行われ、繁殖の可能性は低くなる。飼育用の鳥としては、アカオクロオウムは、クロオウムの中で最も一般的なものであり、十分なスペースがあれば、丈夫に育ち、長生きすることができる。現在のところ、飼育用のほとんどの鳥は、亜種banksiiとsamueliである。これまでは、亜種にはあまり注意を払わずに飼育されてきたが、保全への関心が高まるにつれ、亜種を分けて飼育する意識が高まり、交雑が避けられるようになった。
飼育下では容易に繁殖し、2月から11月まで3週間ごとに卵を産む。巣に卵が1つあると、メスはそれ以上卵を産まない。約30日で孵化する。ヒナの目は約3週間で開き、黄色い毛は約6週間で黒い筆毛に置き換わる。手乗りに最も適したタイミングは、黒い毛に置き換わっているが尾の毛はまだ短い約10週目である。幼鳥は、約4か月で巣立ち、両性とも母親と同じ毛の色になる。オスの成鳥は、思春期（4年目）には、オスの幼鳥に対して攻撃的になるため、籠を分ける必要がある。
大きく力強いくちばしで、ブラジルナッツをレーザーのように綺麗に剪断し、素早く容易に開けることができる。また殻付きのココナッツ全体を3日間で破壊できる。

## 文化

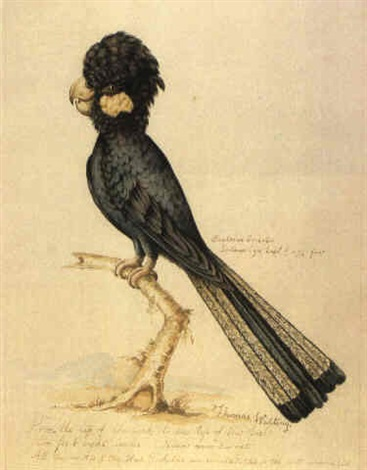
ニューサウスウェールズ州で初めて描いたヨーロッパ人のプロの画家であるトーマス・ワトリングによるBanksian Cockatoo

- 「カラク」という名前のアカオクロオウムは、メルボルンで開催された2006年コモンウェルスゲームズの公式マスコットとなり[71]、南東部の亜種graptogyneの保全の取組、環境意識の向上が図られた。
- アーネムランド西部の昔話で、海の向こうからやってきた病気に苦しんだ後、黒い毛が生えてきた鳥人のクロオウムと夫のカラスが、地面に埋められるのを恐れ、鳥に変身して空高く飛んだというものがある[72]。
- ティウィ人の伝承で、アカオクロオウムは、死者を天国に連れていくと言われている[73]。